# Iris schelkowinkowii
Iris schelkowinkowii är en irisväxtart som beskrevs av Aleksandr Vasiljevitj Fomin. Iris schelkowinkowii ingår i släktet irisar, och familjen irisväxter. Inga underarter finns listade i Catalogue of Life.